# Hirundo nigrita
Hirundo nigrita é uma espécie de ave da família Hirundinidae.
Pode ser encontrada nos seguintes países: Angola, Benin, Camarões, República Centro-Africana, República do Congo, República Democrática do Congo, Costa do Marfim, Guiné Equatorial, Gabão, Gana, Guiné, Guiné-Bissau, Libéria, Nigéria, Serra Leoa e Uganda.